# Lars Nabseth
Lars Gunnar Nabseth, född 25 juni 1928 i Stockholm, död 25 juli 2022, var en svensk ekonom, forskare och företagsledare.

## Utbildning och tidig karriär
Nabseth avlade ekonomexamen vid Handelshögskolan i Stockholm 1952 och erhöll titeln civilekonom. Han anställdes därefter vid Industriens utredningsinstitut (IUI) 1952, och utsågs 1955 till IUI:s sekreterare.
Nabseth disputerade vid Handelshögskolan i Stockholm 1961 på doktorsavhandlingen Löneökningars verkningar inom industrin: en studie av anpassningsprocessen inom företaget  och erhöll titeln ekonomie doktor (ekon.dr). Avhandlingen byggde delvis på forskning han utfört vid IUI.

## Karriär
Nabseth utsågs 1960 till chefsekonom för Industriförbundet. Han återkom till Industrins utredningsinstitut 1963–1964 som tillförordnad chef, och 1966–1973 som dess VD. År 1973 utsågs Nabseth till VD för Jernkontoret och adjungerad professor vid Stockholms universitet.
I samband med den svenska stålkrisen under 1970-talet ledde Nabseth Handelsstålsutredningen, som föreslog en sammanslagning av flera stålföretag till en statlig stålkoncern. Resultatet blev att SSAB skapades 1978. Åren 1977 till 1989 var Nabseth VD för Sveriges Industriförbund.
Han var adjungerad professor i nationalekonomi med särskild inriktning mot transformation av industristruktur vid Handelshögskolan i Stockholm 1989–1993. Han hade ett flertal styrelseuppdrag i ledande industriföretag, bland annat MoDo, Fläkt, Marabou och Höganäs.

## Familj
Nabseth gifte sig 1956 med filosofie magister Birgitta Bygdeman (1931–2020), dotter till generaldirektören Konrad Persson. Makarna är begravda på Bromma kyrkogård.

## Utmärkelser
- Ledamot av Ingenjörsvetenskapsakademien [12]